# Eusparassus laterifuscus
Eusparassus laterifuscus är en spindelart som beskrevs av Embrik Strand 1908. Eusparassus laterifuscus ingår i släktet Eusparassus och familjen jättekrabbspindlar.
Artens utbredningsområde är Madagaskar. Inga underarter finns listade i Catalogue of Life.